# إيستهامبتون
إيستهامبتون (ماساتشوستس) (بالإنجليزية: Easthampton, Massachusetts)‏ هي مدينة تقع في الولايات المتحدة في مقاطعة هامبشاير (ماساتشوستس). يقدر عدد سكانها بـ 16,053 نسمة ومساحتها 35.2 كم2 وترتفع عن سطح البحر 52 متر.

## أعلام
- ماري ونايت وود
- هوراشيو جي. ونايت
- جيمس مور برستون
- جيف ماسون